# 8 inch M1
L'8 inch M1 era un cannone pesante statunitense da 203 mm a traino meccanico, utilizzato da US Army e British Army durante la seconda guerra mondiale.

## Sviluppo
Nel giugno del 1940 si concretizzarono gli studi per lo sviluppo di un cannone da 203 mm, con una gittata utile di 33,5 km ed una velocità di trasferimento su strada di 40 km/h, trasportabile in due carichi da 20 tonnellate e trasferibile via ferrovia. L'uso dell'affusto del pezzo da 240 mm M1 ne velocizzò lo sviluppo, che comunque risultò difficoltoso e si concluse solo a gennaio del 1944. I principali problemi risultarono essere l'eccessiva usura della canna e la scarsa precisione, ma ci si rassegnò al fatto che nulla di meglio poteva essere realizzato in tempi tanto ristretti ed il pezzo entrò comunque in produzione, ma a basso ritmo ed in piccolo numero. Come fatto per l'obice da 240 mm M1 sul semovente d'artiglieria T92, anche il cannone M1 venne installato sullo scafo di un carro armato pesante T26E3, allungato con l'aggiunta di una settima ruota al treno di rotolamento; la guerra terminò prima che tale prototipo, denominato T93, potesse entrare in servizio.

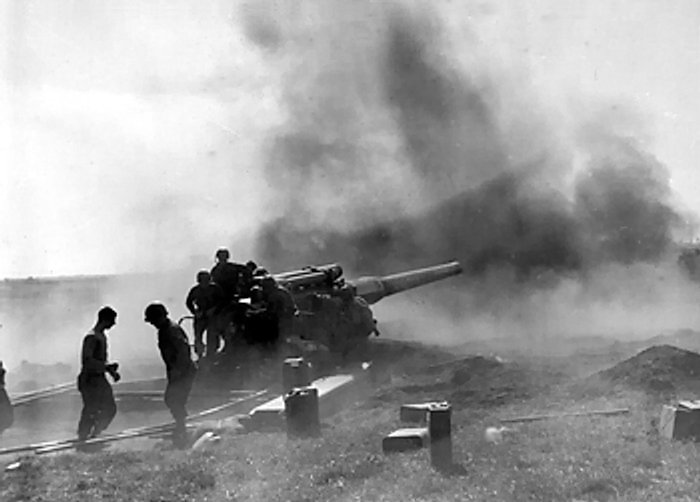
Un 8 inch M1 dell'US Army in azione durante il bombardamento di Brest (Francia).

## Trasporto
Anche il sistema di trasporto era condiviso con l'obice da 240 mm. Un carrello a sei ruote su 3 assi trasportava l'affusto del cannone, mentre un altro trasportava la bocca da fuoco. Questa configurazione richiedeva l'utilizzo di una gru M2 montata su autocarro per la messa in batteria.

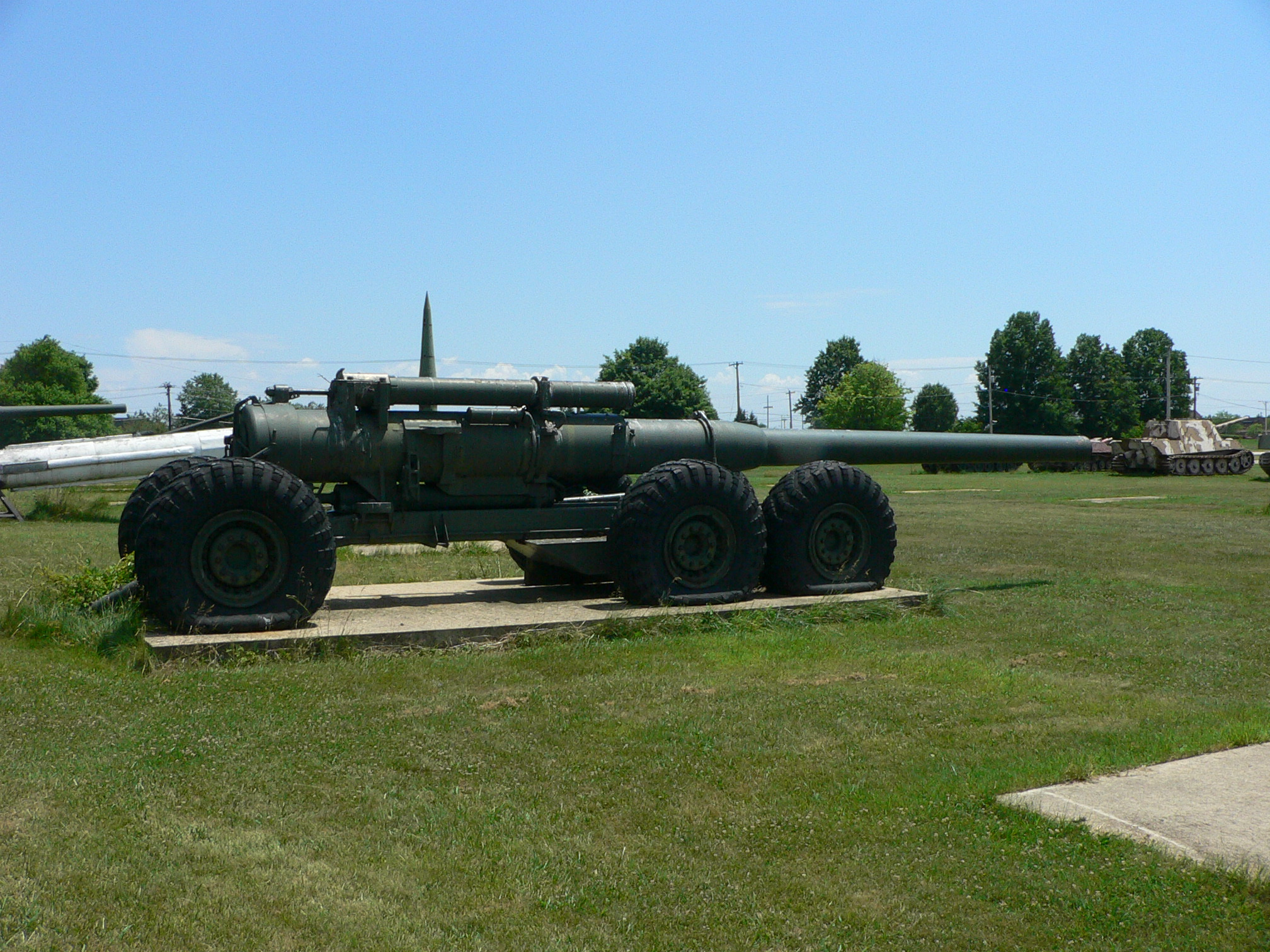
Canna di M1 in configurazione di trasporto, esposta all'US Army Ordnance Museum.